# 武田徹
武田 徹（たけだ とおる、1958年9月27日 - ）は、日本の評論家、ジャーナリスト、専修大学文学部人文・ジャーナリズム学科教授。前恵泉女学園大学人文学部教授。専門はメディア社会論、共同体論、産業社会論。

## 経歴
東京都出身。東京都立富士高等学校、国際基督教大学人文科学科卒。同大学院比較文化研究科博士課程単位取得退学。
大学院在学中より『週刊文春』、『諸君!』等に評論・書評などを執筆し、本格的に文筆活動を開始する。1984年に二玄社の嘱託社員となり、「NAVI」編集部に勤務。
満州国・ハンセン病・核技術・インターネットなど幅広い分野での著作があり、2000年には『流行人類学クロニクル』でサントリー学芸賞社会風俗部門を受賞している。またジャーナリズムのあり方についての著作・発言も多く、2003年からは東京大学先端科学技術研究センター特任教授としてジャーナリスト養成コースを担当していた。2007年4月より恵泉女学園大学人文学部教授となる。2017年4月から専修大学文学部人文・ジャーナリズム学科教授。また崔洋一らと共にBRC（放送と人権等権利に関する委員会）委員を務めている。2008年3月よりマル激トーク･オン･ディマンド（ビデオニュース・ドットコム）の司会を不定期で務めている。

## 人物
- ジャーナリストのティツィアーノ・テルツァーニ が師匠である。1988年、テルツァーニがドイツの週刊誌「デア・シュピーゲル」のアジア特派員として東京にいたときに、共に時間を過ごした。夏の間、イタリアに帰ったテルツァーニの目黒の家に住んでいたことがあり、そこで『紛いもの考 シミュレーションと戯れる時代』を執筆した。[1]

## 著作

### 単著
- 『948歩目のトレンドウォーク 89-90流行事象の光と影』（主婦の友社 1989年）
- 『イッツ・オンリー・ロックンロール・ジャーナリズム』（ビクターブックス 1989年）
- 『紛いもの考 シミュレーションと戯れる時代』（CBSソニー出版 1989年）
- 『流行記 トレンドの表層と深層』（日本経済新聞社 1990年）
- 『「流行」とは何か 情報消費社会の生態と風景』（PHP研究所 1991年）
- 『世紀末風俗研究 情報消費社会のフィールドワーク』（PHP研究所 1992年）
- 『ジャーナリストは「日常」をどう切り取ればいいのか』（勁草書房 1992年）
- 『知の探偵術 情報はいかに作られるか』別冊アクロス（パルコ出版 1994年）
- 『メイド・イン・ジャパン・ヒストリー 世界を席捲した日本製品の半世紀』（徳間文庫 1995年）
- 『メディアとしてのワープロ 電子化された日本語がもたらしたもの』（ジャストシステム 1995年）
- 『偽満州国論』（河出書房新社 1995年、中公文庫 2005年）
- 『「隔離」という病い 近代日本の医療空間』（講談社選書メチエ 1997年、中公文庫 2005年）
- 『蘇るウィリアム・モリス ハイテク時代の職人哲学』（徳間文庫 1997年）
- 『流行人類学クロニクル』（日経BP社 1999年）
- 『デジタル社会論』（共同通信社 1999年）
- 『「ＩＴ革命」原論』（共同通信社 2000年）
- 『若者はなぜ「繋がり」たがるのか ケータイ世代の行方』（PHP研究所 2002年）
- 『「核」論 鉄腕アトムと原発事故のあいだ』（勁草書房 2002年、中公文庫 2006年）
  - 増補版『私たちはこうして「原発大国」を選んだ』（中公新書ラクレ 2011年）
- 『戦争報道』（ちくま新書 2003年）
- 『調べる、伝える、魅せる! 新世代ルポルタージュ指南』（中公新書ラクレ 2004年）
- 『ニッポンの素 ルポ「今」を支える素材産業』（新宿書房 2004年）
- 『NHK問題』（ちくま新書 2006年）
- 『殺して忘れる社会 ゼロ年代「高度情報化」のジレンマ』（河出書房新社 2010年）
- 『原発報道とメディア』（講談社現代新書 2011年）
- 『原発論議はなぜ不毛なのか』（中公新書ラクレ 2013年）
- 『暴力的風景論』新潮選書 2014年
- 『日本語とジャーナリズム』晶文社 2016年
- 『なぜアマゾンは1円で本が売れるのか ネット時代のメディア戦争』新潮新書 2017年
- 『日本ノンフィクション史 ルポルタージュからアカデミック・ジャーナリズムまで』中公新書 2017年
- 『井深大　生活に革命を』ミネルヴァ書房〈ミネルヴァ日本評伝選〉2018年
- 『現代日本を読む　ノンフィクションの名作・問題作』中公新書 2020年
- 『ずばり東京2020』筑摩選書 2020年
- 『神と人と言葉と　評伝・立花隆』中央公論新社 2024年

### 編著・監修
- 『ネットワーク未来派宣言 10年目のニフティサーブが問う10年後の社会』編　コンピュータ・エージ社　1997
- 『現代ジャーナリズム事典』藤田真文,山田健太共監修 三省堂 2014

### 翻訳
- ジョーゼフ・J.トービン『文化加工装置ニッポン 「リ=メイド・イン・ジャパン」とは何か』時事通信社　1995
- ピート・ハミル『新聞ジャーナリズム』日経BP社 2002